# Benito Torruco
El general Benito Torruco fue un militar mexicano que participó en la Revolución mexicana. Torruco se puso de parte del constitucionalismo en el estado de Veracruz. En 1920 se adhirió al movimiento del Plan de Agua Prieta. Se le reconoció el grado de general de División. En 1923 secundó la Rebelión delahuertista encabezada por Adolfo de la Huerta. Fue asesinado a traición después de presentar su rendición al alzar una bandera blanca en la batalla de Gavilán de Allende, pueblo situado al otro lado del río, en la ciudad  puerto México, actualmente ciudad de Coatzacoalcos en Gavilán de Allende, Veracruz en 1923.     